# Aarhus Letbane
| Einfahrt in den Haltepunkt Hjortshøj |                                                                                           |                                |                                |
| Netzplan inkl. geplante Erweiterungen |                                                                                           |                                |                                |
| Streckenlänge: | ca. 107 km                                                                                |                                |                                |
| Spurweite: | 1435 mm (Normalspur)                                                                      |                                |                                |
| Streckengeschwindigkeit: | Aarhus H—Østbanetorvet: 70 km/h Østbanetorvet—Ryomgård: 100 km/h Ryomgård—Grenaa: 75 km/h |                                |                                |
| |                                                                                           |                                |                                |
| \| \| 68,9 \| Grenaa \| Grenaa \| \| \| 66,1 \| Hessel \| Hessel \| \| \| \| Bahnstrecke von Ebeltoft \| \| \| \| 58,3 \| Trustrup \| Trustrup \| \| \| \| Skodå \| \| \| \| 46,1 \| Kolind \| Kolind \| \| \| 45,2 \| Kolind Å \| Kolind Å \| \| \| 40,1 \| Ryomgård[1] \| Ryomgård[1] \| \| \| \| Ryom Å \| \| \| \| 35,7 \| Thorsager \| Thorsager \| \| \| 30,7 \| Mørke \| Mørke \| \| \| 28,0 \| Rosenholm Å \| Rosenholm Å \| \| \| 24,9 \| Hornslet \| Hornslet \| \| \| 19,2 \| Løgten \| Løgten \| \| \| 17,4 \| Skødstrup \| Skødstrup \| \| \| 14,0 \| Hjortshøj \| Hjortshøj \| \| \| 13,0 \| Hovmarken \| Hovmarken \| \| \| 11,7 216,7 \| Lystrup \| Lystrup \| \| \| \| \| \| \| \| 214,5 \| Nye \| Nye \| \| \| 212,6 \| Lisbjerg-Terp \| Lisbjerg-Terp \| \| \| 0,5 \| Lisbjergskolen \| Lisbjergskolen \| \| \| 211,8 0,0 \| Lisbjerg Bygade \| Lisbjerg Bygade \| \| \| \| \| \| \| \| 211,4 \| Klokhøjen \| Klokhøjen \| \| \| 210,3 \| Humlehuse \| Humlehuse \| \| \| 209,6 \| Gl. Skejby (Agro Food Park) \| Gl. Skejby (Agro Food Park) \| \| \| 208,8 \| Universitetshospitalet \| Universitetshospitalet \| \| \| 208,2 \| Olof Palmes Allé \| Olof Palmes Allé \| \| \| 207,3 \| Nehrus Allé \| Nehrus Allé \| \| \| 206,8 \| Vandtårnet (Ringvejen) \| Vandtårnet (Ringvejen) \| \| \| 206,3 \| Stockholmsgade \| Stockholmsgade \| \| \| 205,8 \| Stjernepladsen \| Stjernepladsen \| \| \| 205,5 \| Aarhus Universitet (Ringgaden) \| Aarhus Universitet (Ringgaden) \| \| \| \| \| \| \| \| 205,0 \| Universitetsparken \| Universitetsparken \| \| \| 204,3 \| Nørreport \| Nørreport \| \| \| 8,9 \| Ny Egå \| Ny Egå \| \| \| 7,2 \| Torsøvej \| Torsøvej \| \| \| 5,9 \| Vestre Strandallé \| Vestre Strandallé \| \| \| 1,9 \| Østbanetorvet \| Østbanetorvet \| \| \| \| \| \| \| \| 1,6 204,1 \| Wechsel der Kilometrierung \| Wechsel der Kilometrierung \| \| \| 203,7 \| Skolebakken \| Skolebakken \| \| \| 203,3 \| Dokk1 \| Dokk1 \| \| \| \| Aarhus Å \| \| \| \| 202,5 \| Aarhus Hovedbanegård \| Aarhus Hovedbanegård \| \| \| 201,8 \| \| \| \| \| 200,9 \| Depot \| Depot \| \| \| \| Bahnstrecke Aarhus–Fredericia \| \| \| \| \| Bahnstrecke Aarhus–Randers \| \| \| \| 200,0 33,8 \| Wechsel der Kilometrierung \| Wechsel der Kilometrierung \| \| \| 33,3 \| Kongsvang \| Kongsvang \| \| \| 31,6 \| Viby J \| Viby J \| \| \| 30,6 \| Rosenhøj \| Rosenhøj \| \| \| 29,7 \| Øllegårdsvej \| Øllegårdsvej \| \| \| 29,1 \| Gunnar Clausens Vej \| Gunnar Clausens Vej \| \| \| 27,2 \| Tranbjerg \| Tranbjerg \| \| \| 26,1 \| Nørrevænget \| Nørrevænget \| \| \| 23,8 \| Mølleparken \| Mølleparken \| \| \| 23,1 \| Mårslet \| Mårslet \| \| \| 22,1 \| Vilhelmsborg \| Vilhelmsborg \| \| \| 20,5 \| Beder \| Beder \| \| \| 18,2 \| Malling \| Malling \| \| \| 14,0 \| Assedrup \| Assedrup \| \| \| 11,1 \| Rude Havvej \| Rude Havvej \| \| \| 9,9 \| Odder Å \| Odder Å \| \| \| 9,8 \| Odder \| Odder \| \| \| \| \| \| \| Quellen: [2] \| \| \| \| |                                                                                           |                                |                                |
| U-Bahn-Kopfbahnhof Streckenanfang | 68,9                                                                                      | Grenaa                         | Grenaa                         |
| U-Bahn-Haltepunkt / Haltestelle | 66,1                                                                                      | Hessel                         | Hessel                         |
| U-Bahn-Abzweig geradeaus und ehemals von links |                                                                                           | Bahnstrecke von Ebeltoft       | Bahnstrecke von Ebeltoft       |
| U-Bahn-Bahnhof | 58,3                                                                                      | Trustrup                       | Trustrup                       |
| U-Bahn-Brücke über Wasserlauf |                                                                                           | Skodå                          | Skodå                          |
| U-Bahn-Haltepunkt / Haltestelle | 46,1                                                                                      | Kolind                         | Kolind                         |
| U-Bahn-Brücke über Wasserlauf | 45,2                                                                                      | Kolind Å                       | Kolind Å                       |
| U-Bahn-Bahnhof | 40,1                                                                                      | Ryomgård                       | Ryomgård                       |
| U-Bahn-Brücke über Wasserlauf |                                                                                           | Ryom Å                         | Ryom Å                         |
| U-Bahn-Haltepunkt / Haltestelle | 35,7                                                                                      | Thorsager                      | Thorsager                      |
| U-Bahn-Haltepunkt / Haltestelle | 30,7                                                                                      | Mørke                          | Mørke                          |
| U-Bahn-Brücke über Wasserlauf | 28,0                                                                                      | Rosenholm Å                    | Rosenholm Å                    |
| U-Bahn-Bahnhof | 24,9                                                                                      | Hornslet                       | Hornslet                       |
| U-Bahn-Haltepunkt / Haltestelle | 19,2                                                                                      | Løgten                         | Løgten                         |
| U-Bahn-Bahnhof | 17,4                                                                                      | Skødstrup                      | Skødstrup                      |
| U-Bahn-Haltepunkt / Haltestelle | 14,0                                                                                      | Hjortshøj                      | Hjortshøj                      |
| U-Bahn-Haltepunkt / Haltestelle | 13,0                                                                                      | Hovmarken                      | Hovmarken                      |
| U-Bahn-Bahnhof | 11,7 216,7                                                                                | Lystrup                        | Lystrup                        |
| U-Bahn-Strecke von links · U-Bahn-Abzweig geradeaus und nach rechts |                                                                                           |                                |                                |
| U-Bahn-Haltepunkt / Haltestelle · U-Bahn-Strecke | 214,5                                                                                     | Nye                            | Nye                            |
| U-Bahn-Haltepunkt / Haltestelle · U-Bahn-Strecke | 212,6                                                                                     | Lisbjerg-Terp                  | Lisbjerg-Terp                  |
| U-Bahn-Haltepunkt / Haltestelle Streckenanfang und quer · U-Bahn-Abzweig geradeaus und von rechts · U-Bahn-Strecke | 0,5                                                                                       | Lisbjergskolen                 | Lisbjergskolen                 |
| U-Bahn-Haltepunkt / Haltestelle · U-Bahn-Strecke | 211,8 0,0                                                                                 | Lisbjerg Bygade                | Lisbjerg Bygade                |
| U-Bahn-Überleitstelle / Spurwechsel · U-Bahn-Strecke |                                                                                           |                                |                                |
| U-Bahn-Haltepunkt / Haltestelle · U-Bahn-Strecke | 211,4                                                                                     | Klokhøjen                      | Klokhøjen                      |
| U-Bahn-Haltepunkt / Haltestelle · U-Bahn-Strecke | 210,3                                                                                     | Humlehuse                      | Humlehuse                      |
| U-Bahn-Haltepunkt / Haltestelle · U-Bahn-Strecke | 209,6                                                                                     | Gl. Skejby (Agro Food Park)    | Gl. Skejby (Agro Food Park)    |
| U-Bahn-Bahnhof · U-Bahn-Strecke | 208,8                                                                                     | Universitetshospitalet         | Universitetshospitalet         |
| U-Bahn-Haltepunkt / Haltestelle · U-Bahn-Strecke | 208,2                                                                                     | Olof Palmes Allé               | Olof Palmes Allé               |
| U-Bahn-Haltepunkt / Haltestelle · U-Bahn-Strecke | 207,3                                                                                     | Nehrus Allé                    | Nehrus Allé                    |
| U-Bahn-Haltepunkt / Haltestelle · U-Bahn-Strecke | 206,8                                                                                     | Vandtårnet (Ringvejen)         | Vandtårnet (Ringvejen)         |
| U-Bahn-Haltepunkt / Haltestelle · U-Bahn-Strecke | 206,3                                                                                     | Stockholmsgade                 | Stockholmsgade                 |
| U-Bahn-Haltepunkt / Haltestelle · U-Bahn-Strecke | 205,8                                                                                     | Stjernepladsen                 | Stjernepladsen                 |
| U-Bahn-Haltepunkt / Haltestelle · U-Bahn-Strecke | 205,5                                                                                     | Aarhus Universitet (Ringgaden) | Aarhus Universitet (Ringgaden) |
| U-Bahn-Überleitstelle / Spurwechsel · U-Bahn-Strecke |                                                                                           |                                |                                |
| U-Bahn-Haltepunkt / Haltestelle · U-Bahn-Strecke | 205,0                                                                                     | Universitetsparken             | Universitetsparken             |
| U-Bahn-Haltepunkt / Haltestelle · U-Bahn-Strecke | 204,3                                                                                     | Nørreport                      | Nørreport                      |
| U-Bahn-Strecke · U-Bahn-Brücke über Wasserlauf | 8,9                                                                                       | Ny Egå                         | Ny Egå                         |
| U-Bahn-Strecke · U-Bahn-Bahnhof | 7,2                                                                                       | Torsøvej                       | Torsøvej                       |
| U-Bahn-Strecke · U-Bahn-Haltepunkt / Haltestelle | 5,9                                                                                       | Vestre Strandallé              | Vestre Strandallé              |
| U-Bahn-Strecke · U-Bahn-Bahnhof | 1,9                                                                                       | Østbanetorvet                  | Østbanetorvet                  |
| U-Bahn-Strecke nach links · U-Bahn-Abzweig geradeaus und von rechts |                                                                                           |                                |                                |
| U-Bahn-Kilometer-Wechsel | 1,6 204,1                                                                                 | Wechsel der Kilometrierung     | Wechsel der Kilometrierung     |
| U-Bahn-Haltepunkt / Haltestelle | 203,7                                                                                     | Skolebakken                    | Skolebakken                    |
| U-Bahn-Haltepunkt / Haltestelle | 203,3                                                                                     | Dokk1                          | Dokk1                          |
| U-Bahn-Brücke über Wasserlauf |                                                                                           | Aarhus Å                       | Aarhus Å                       |
| U-Bahn-Bahnhof | 202,5                                                                                     | Aarhus Hovedbanegård           | Aarhus Hovedbanegård           |
| U-Bahn-Überleitstelle / Spurwechsel | 201,8                                                                                     |                                |                                |
| U-Bahn-Betriebsstelle Streckenanfang und quer · U-Bahn-Abzweig geradeaus und nach rechts | 200,9                                                                                     | Depot                          | Depot                          |
| U-Bahn-Kreuzung mit Eisenbahn geradeaus unten |                                                                                           | Bahnstrecke Aarhus–Fredericia  | Bahnstrecke Aarhus–Fredericia  |
| U-Bahn-Kreuzung mit Eisenbahn geradeaus unten |                                                                                           | Bahnstrecke Aarhus–Randers     | Bahnstrecke Aarhus–Randers     |
| U-Bahn-Kilometer-Wechsel | 200,0 33,8                                                                                | Wechsel der Kilometrierung     | Wechsel der Kilometrierung     |
| U-Bahn-Haltepunkt / Haltestelle | 33,3                                                                                      | Kongsvang                      | Kongsvang                      |
| U-Bahn-Bahnhof | 31,6                                                                                      | Viby J                         | Viby J                         |
| U-Bahn-Haltepunkt / Haltestelle | 30,6                                                                                      | Rosenhøj                       | Rosenhøj                       |
| U-Bahn-Haltepunkt / Haltestelle | 29,7                                                                                      | Øllegårdsvej                   | Øllegårdsvej                   |
| U-Bahn-Haltepunkt / Haltestelle | 29,1                                                                                      | Gunnar Clausens Vej            | Gunnar Clausens Vej            |
| U-Bahn-Bahnhof | 27,2                                                                                      | Tranbjerg                      | Tranbjerg                      |
| U-Bahn-Haltepunkt / Haltestelle | 26,1                                                                                      | Nørrevænget                    | Nørrevænget                    |
| U-Bahn-Haltepunkt / Haltestelle | 23,8                                                                                      | Mølleparken                    | Mølleparken                    |
| U-Bahn-Bahnhof | 23,1                                                                                      | Mårslet                        | Mårslet                        |
| U-Bahn-Haltepunkt / Haltestelle | 22,1                                                                                      | Vilhelmsborg                   | Vilhelmsborg                   |
| U-Bahn-Haltepunkt / Haltestelle | 20,5                                                                                      | Beder                          | Beder                          |
| U-Bahn-Bahnhof | 18,2                                                                                      | Malling                        | Malling                        |
| U-Bahn-Bahnhof | 14,0                                                                                      | Assedrup                       | Assedrup                       |
| U-Bahn-Haltepunkt / Haltestelle | 11,1                                                                                      | Rude Havvej                    | Rude Havvej                    |
| U-Bahn-Brücke über Wasserlauf | 9,9                                                                                       | Odder Å                        | Odder Å                        |
| U-Bahn-Kopfbahnhof Streckenende | 9,8                                                                                       | Odder                          | Odder                          |
| |                                                                                           |                                |                                |
| Quellen: |                                                                                           |                                |                                |

Aarhus Letbane ist ein Stadtbahnsystem in Aarhus und den umliegenden Gemeinden. Hiermit lebt die Straßenbahn Aarhus wieder auf. Der Regelbetrieb zwischen Aarhus Hovedbanegård (Hauptbahnhof) und Universitetshospitalet begann am 22. Dezember 2017. Das komplette Netz dieses Tram-train-Projekts ging am 30. April 2019 in Betrieb.

## Geschichte

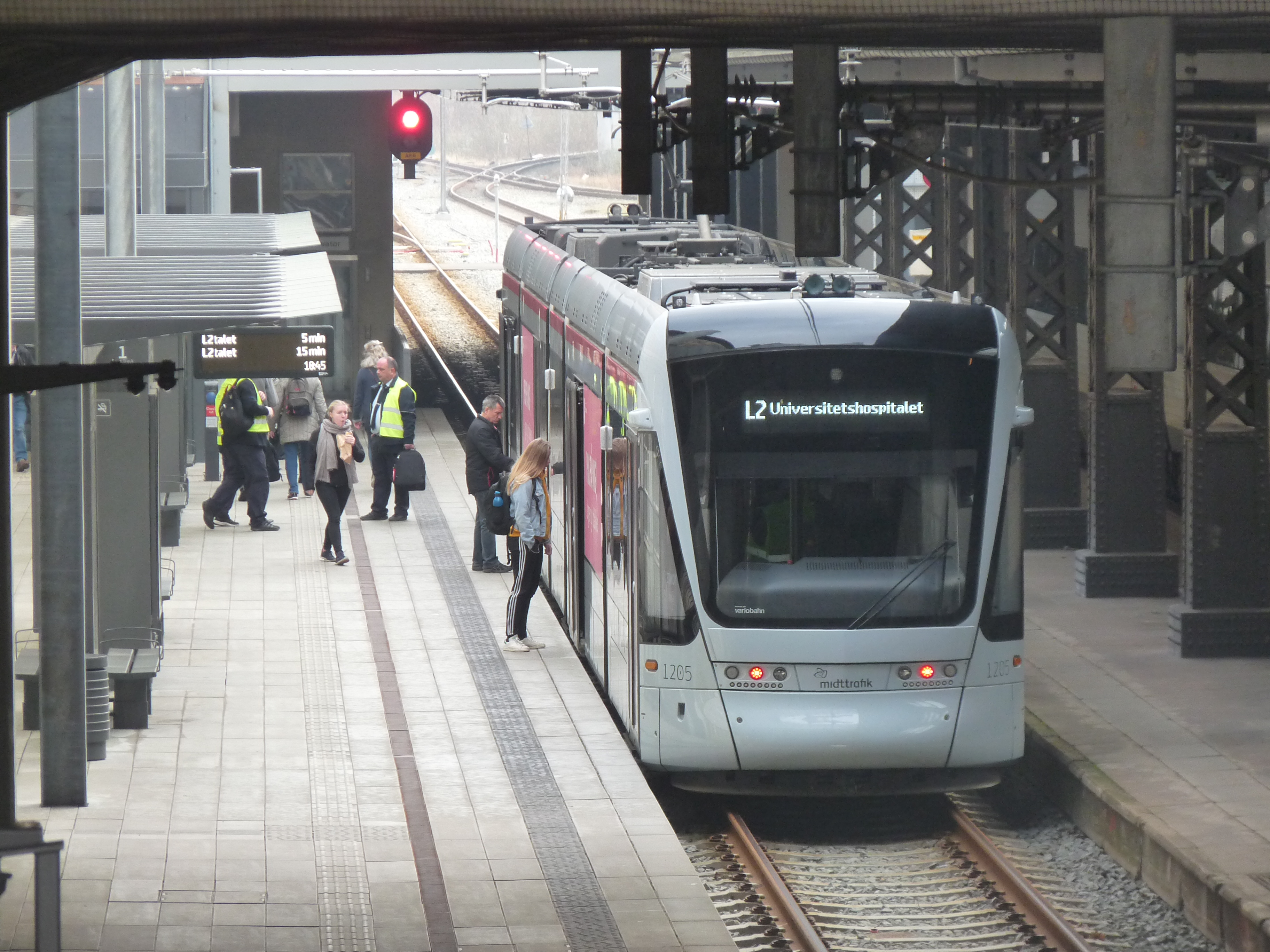
Variobahn der Letbane im Hauptbahnhof von Aarhus

Die Letbane übernahm zum Teil bestehende Eisenbahninfrastruktur, nämlich die beiden nicht elektrifizierten Eisenbahnstrecken Grenaabanen und Odderbanen (Aarhus Nærbane), und erweiterte sie um eine durch die nördlichen Stadtteile von Aarhus führende Straßenbahnstrecke.

### Vorbereitungen
Im Juni 2012 beschloss die Regierung, nicht nur die Straßenbahn-Neubaustrecke in der Innenstadt von Aarhus, sondern auch die Bestandsstrecken zwischen Odder und Grenaa zu elektrifizieren. Hauptgrund dafür war, dass geeignete Züge mit Hybridantrieb nicht zur Verfügung standen. Dazu wurde ein Zuschuss von 100 Millionen Kronen bereitgestellt.
Ebenfalls 2012 wurde durch das Lov om Aarhus Letbane (deutsch Gesetz über die Aarhus-Letbane) mit der Aarhus Letbane I/S eine Firma gegründet, die das Projekt umsetzen sollte und an der die Stadt Aarhus mit 47,2 %, der Staat, vertreten durch das Verkehrsministerium (Transportministeriet), mit 47 % und die Region Midtjylland mit 5,8 % beteiligt waren. Die drei Mitinhaber hielten zunächst Kapitalanteile in Höhe von 500 Mio. Kronen (Stadt Aarhus), 600 Mio. Kronen (Staat) und 78 Mio. Kronen (Region Midtjylland).
Mit einem weiteren Gesetz wurde 2015 beschlossen, den staatlichen Anteil an der Gesellschaft in einen Zuschuss umzuwandeln und die Gesellschaft neu zu strukturieren. Danach sind nur noch die Stadt Aarhus mit 87,7 % und die Region Midtjylland mit 12,3 % als Gesellschafter vertreten. Diese mussten ihre Gesellschaftsanteile erhöhen. Zudem gab der Staat einen weiteren Zuschuss in Höhe von 330 Mio. Kronen.

### Bauarbeiten

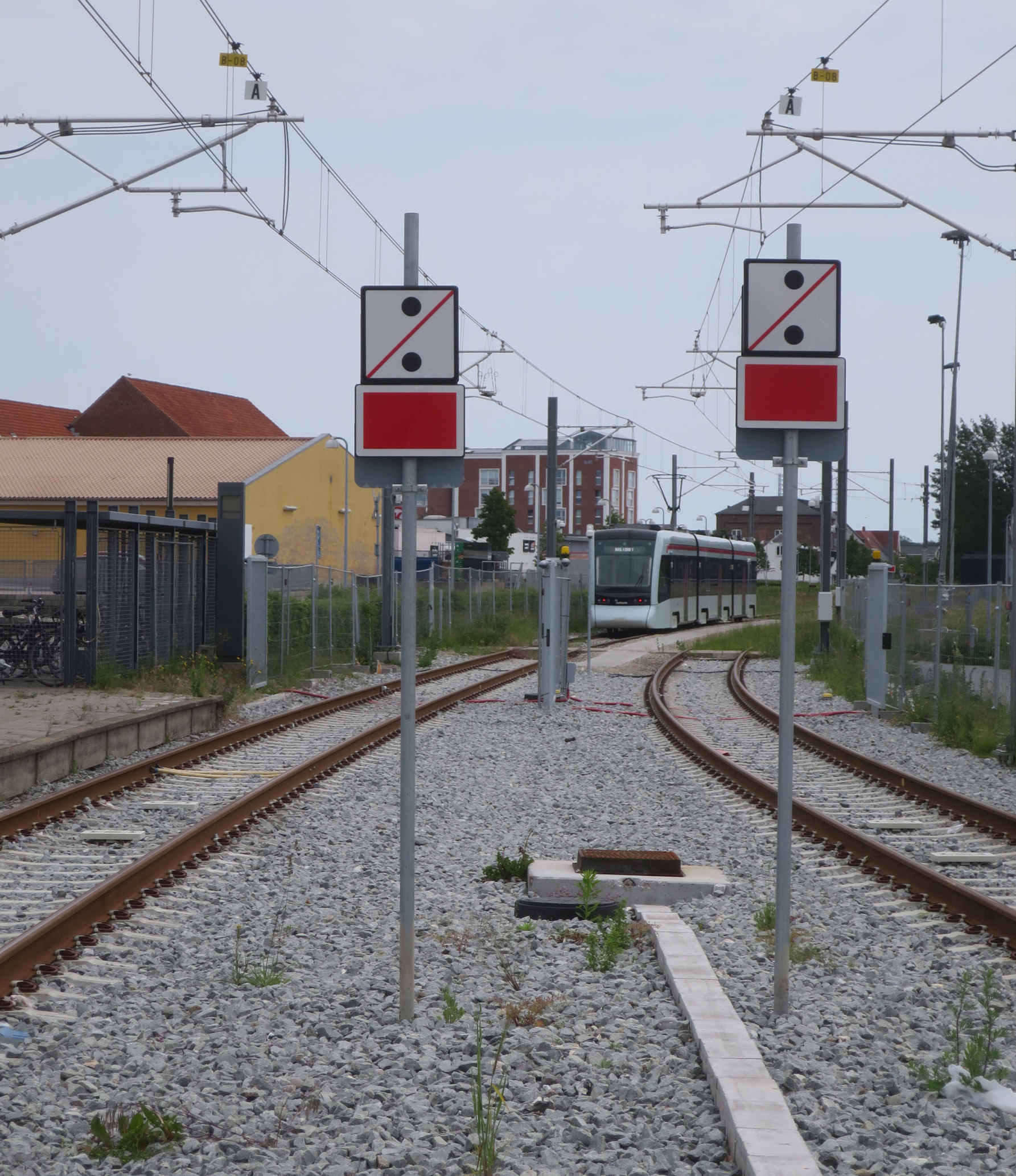
Streckenende im Bahnhof Grenaa

In der Stadt Aarhus wurde eine neue zweigleisige Straßenbahnstrecke gebaut, die nördlich der Haltestelle Skolebakken an die umgebaute Bestandsstrecke und über Skejby nach Lystrup führt, wo sie wieder in die Greenabane mündet.
Für die Elektrifizierung der Strecken wurden rund 3000 Oberleitungsmasten gesetzt.
Zwischen Ryomgård und Grenaa erfolgten zahlreiche Streckenbegradigungen, um hier die Höchstgeschwindigkeit von 100 km/h zu ermöglichen. Dazu mussten zwölf Bahnübergänge sicherheitstechnisch verbessert und mit Halbschranken ausgestattet werden. Der Haltepunkt Trustrup wurde zum Kreuzungsbahnhof ausgebaut. In Aarhus Hauptbahnhof wurde ein neues Gleis 0 zwischen dem bisherigen Gleis 1 und dem Empfangsgebäude verlegt. Die Bauarbeiten an der Strecke nach Odder sind seit Oktober 2017, zwischen Aarhus und Grenaa seit Mai 2018 abgeschlossen.
Am 15. Januar 2016 endete infolge der Bauarbeiten der Zugverkehr auf dem Abschnitt Grenaa–Aarhus sowie am Wochenende zwischen Aarhus und Odder. Zum 28. August 2016 wurde der Eisenbahnbetrieb der Aarhus Nærbane zwischen Greena und Odder komplett eingestellt. Schienenersatzverkehr erfolgte durch Midttrafik.

### Eröffnung
Die Eröffnung war ursprünglich für den 23. September 2017 geplant, wurde wegen ausstehender Genehmigungen der Verkehrsbehörde jedoch kurzfristig verschoben.
Die kostenlosen Eröffnungszüge fuhren schließlich am 21. Dezember 2017 zwischen Aarhus H (Hauptbahnhof) und Universitetshospitalet. Der Regelbetrieb auf diesem Streckenabschnitt begann am 22. Dezember 2017.
Die Betriebsaufnahme auf dem nördlich anschließenden Abschnitt nach Grenaa erfolgte nach mehrfachen Verzögerungen am 30. April 2019, da auch hier die entsprechende Genehmigung ausstand. Die Eröffnungsfeier wurde am 12. Mai 2019 durchgeführt.

## Betrieb

### Umfang
Der Betrieb wurde nicht in vollem Umfang aufgenommen, da Restarbeiten ausstanden. So wurden die Haltestellen Hessel und Thorsager vorerst nicht bedient. Die nachfolgenden Angaben zur Verkehrsfrequenz beziehen sich, wenn nicht anders angegeben, auf Werktage.
- Die Züge verkehren an Werktagen halbstündlich sowie am Wochenende stündlich im südlichen Abschnitt zwischen Odder und Aarhus mit einer zusätzlichen Abfahrt während der werktäglichen Hauptverkehrszeiten am Morgen und am Nachmittag. Seit dem 30. April 2019 erfolgen zwischen Mårslet und Aarhus an Wochentagen vier Abfahrten pro Stunde.[13]

- Auf dem innerstädtischen Abschnitt zwischen Universitetshospitalet nach Lisbjergskolen besteht ein Halbstundentakt.[15]
- Die Stadtbahn fährt im nördlichen Abschnitt stündlich zwischen Ryomgård und Grenaa und halbstündlich zwischen Ryomgård und Aarhus H (Hauptbahnhof). Sobald die Arbeiten endgültig abgeschlossen und die Genehmigung vorliegt, soll die Höchstgeschwindigkeit von 80 km/h auf 100 km/h erhöht werden, was dann auch den halbstündlichen Betrieb bis Grenaa ermöglicht.[13]

Die Letbane besteht aus zwei Stadtbahnlinien:
| Linie | Linienweg                                                                               |
| ----- | --------------------------------------------------------------------------------------- |
| L1    | Grenaa – Ryomgård – Hornslet – Lystrup – Østbanetorvet – Aarhus H                       |
| L2    | Lystrup/Lisbjergskolen – Lisbjerg – Universitetshospitalet – Aarhus H – Mårslet – Odder |

Intern ist das Netz in mehrere Streckenabschnitte aufgeteilt:
| Strecke | Linienweg                                      | Kilometrierung               |
| ------- | ---------------------------------------------- | ---------------------------- |
| 1       | Aarhus H—Odder                                 | km 202,5 – km 9,8            |
| 2       | Lystrup/Lisbjergskolen—Aarhus H via Randersvej | km 216,7 / km 0,5 – km 202,5 |
| 2       | Nørreport—Aarhus H                             | km 204,0 – km 202,5          |
| 3       | Grenaa—Østbanetorvet–(Nørreport)               | km 68,9 – km 1,9             |

### Zwischenfälle
Nach 15 kleinen Unfällen im Jahr 2018 kam es am 6. Juli 2019 zum ersten tödlichen Unfall: An einem unbeschrankten, jedoch mit einer Signalanlage gesicherten Bahnübergang zwischen den Haltestellen Kolind und Trustrup stießen ein Zug und ein Pkw zusammen. Zwei Personen starben, zwei weitere überlebten schwerverletzt. Von den Fahrgästen im Zug wurde niemand verletzt, der Triebfahrzeugführer erlitt einen Schock. Die Unfallursache ist noch nicht bekannt. Die Warnanlage für den Straßenverkehr soll funktioniert haben. Bis Ende Januar 2020 stieg die Anzahl der Zwischenfälle auf 28.

## Fahrzeuge

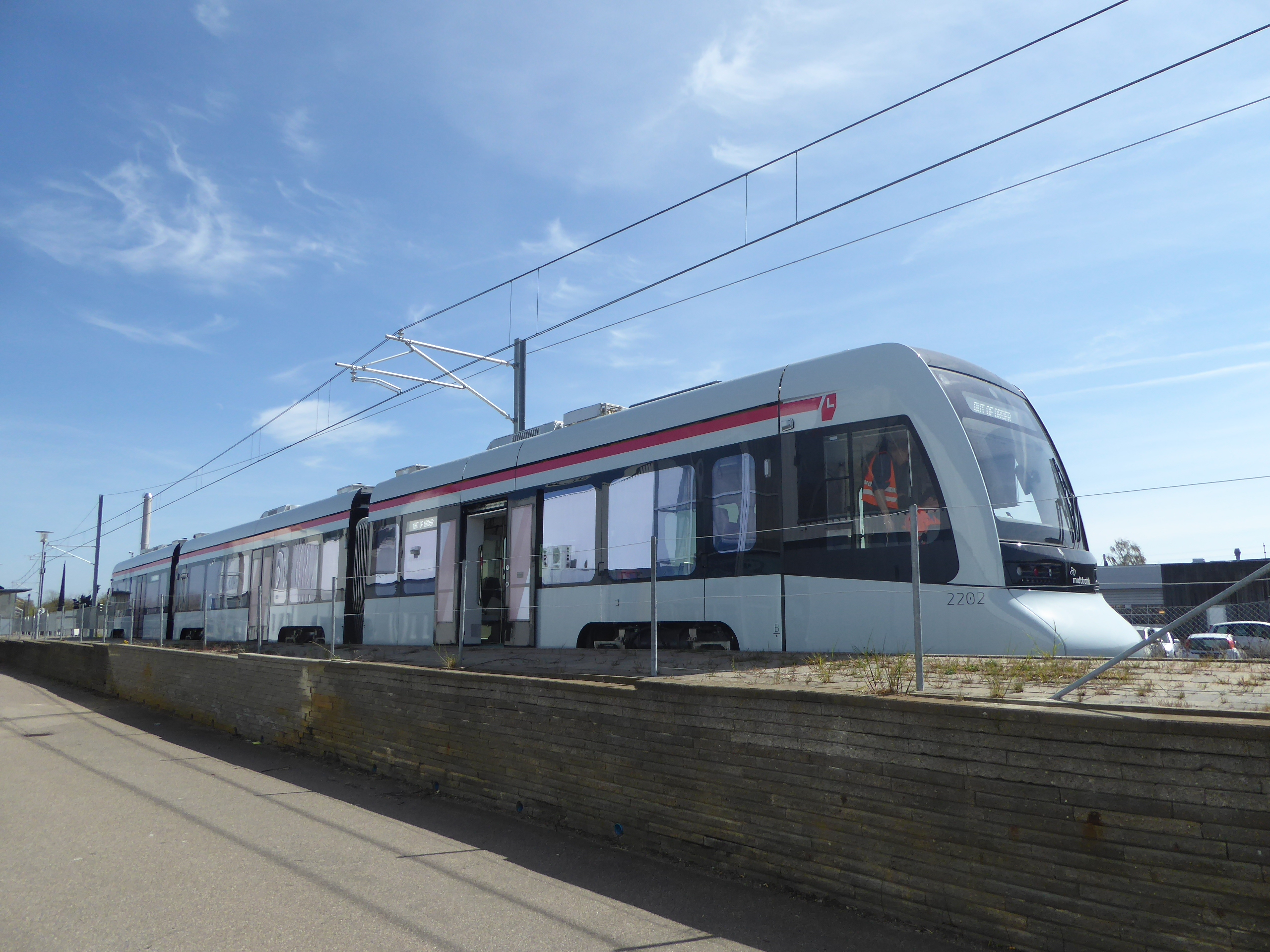
Testfahrt eines Tango in der Station Øllegårdsvej

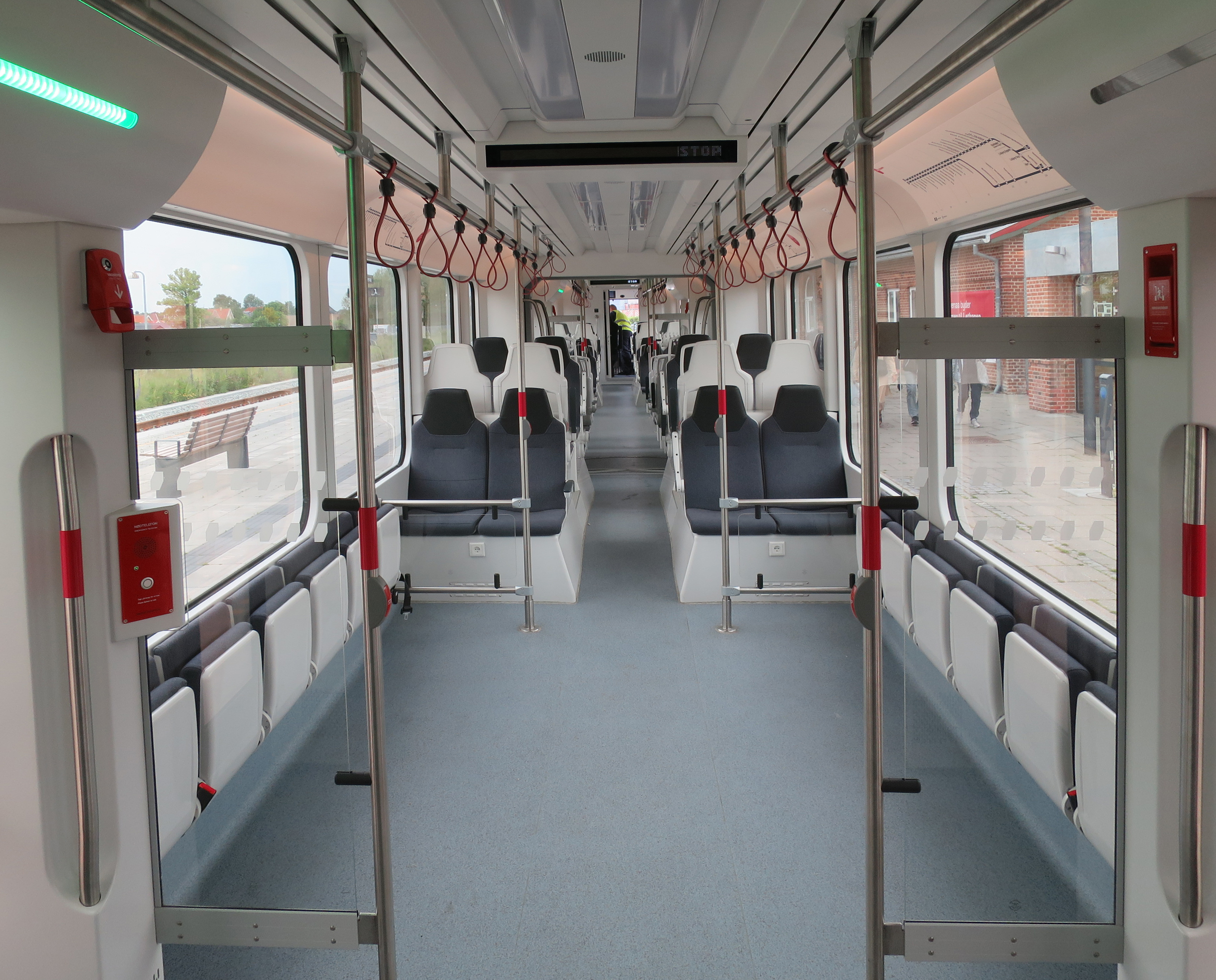
Fahrgastraum

Im Dezember 2012 waren vier Triebfahrzeughersteller für die Beschaffung der Züge vorqualifiziert. Stadler erhielt im Juli 2014 den Auftrag für die Lieferung von 26 Fahrzeugen. Die Bestellung gliederte sich in 14 niederflurige Stadtbahnen des Typs Variobahn und 12 Tram-Trains des Typs Tango. Die Fahrzeuge sind nach den Anforderungen des Trafik-, Bygge- og Boligstyrelsen (deutsch Verkehrs-, Bau und Immobilienbehörde) mit Licht- sowie mit Ton-Signalen als Stadtbahn gegenüber anderen Verkehrsteilnehmern zu unterschieden.

### Variobahn
Die sechsachsigen Züge sind für eine Höchstgeschwindigkeit von 80 km/h ausgelegt und für eine Fahrdrahtspannung von 750 V vorgesehen. Sie sind 32.560 mm lang, 2.650 mm breit und 3.540 mm hoch. Die Fußbodenhöhe beträgt 385 mm bei einer Einstiegshöhe von 350 mm.
Die Antriebsleistung beträgt 360 kW (8 × 45 kW). Der Zug bietet 84 Sitzplätze und 132 Stehplätze.

### Tram-Train Tango
Die achtachsigen Züge sind für eine Höchstgeschwindigkeit von 100 km/h ausgelegt und für eine Fahrdrahtspannung von 750 V vorgesehen. Die Fahrzeuge sind 39.987 mm lang, 2.650 mm breit und 3.650 mm hoch. Die Fußbodenhöhe beträgt 390 mm.
Die Antriebsleistung beträgt 440 kW. Der Zug bietet 108 Sitzplätze und 148 Stehplätze.

### Geplante Neubeschaffung
Da bis 2030 eine Steigerung der Fahrgastzahlen auf 8 bis 10 Millionen Fahrgäste pro Jahr erwartet wird, ist die Beschaffung von acht zusätzlichen Fahrzeugen geplant, um auf dem südlichen Abschnitt zwischen Odder und Aarhus einen Halbstundentakt, auf dem nördlichen Abschnitt von Aarhus bis Hornslet einen Viertelstundentakt und bis Ryomgård sowie auf dem innerstädtischen Abschnitt zwischen Universitetshospitalet und Aarhus Hauptbahnhof einen Fünfminutentakt anbieten zu können. Weil auch auf der eingleisigen Strecke bis nach Grenaa erhöhter Kapazitätsbedarf besteht, der Takt auf der vorhandenen Infrastruktur aber nicht verdichtet werden kann, sollen die zu beschaffenden Fahrzeuge wesentlich länger sein als die Variobahnen und Tangos und dann den Großteil der Fahrten nach Grenaa bedienen. Für die Finanzierung der Beschaffung wurde von der Region Midtjylland eine Kreditsicherungsgarantie in Höhe von 405 Mio. DKK beschlossen. Im Dezember 2024 wurde die Ausschreibung für diese acht und optional zwölf weitere Fahrzeuge mit einer Höchstgeschwindigkeit von 100 km/h veröffentlicht.